# Adam Czekalski
Adam Czekalski (ur. 14 listopada 1902 w Galowie, zm. 23 lutego 1959 w Grudziądzu) – agronom, dziennikarz, literat, działacz PPS i żołnierz AK.

## Życiorys
W roku 1920 ukończył gimnazjum państwowe w Pińczowie, a w 1924 wydział leśno-rolny Uniwersytetu Stefana Batorego. W roku 1929 ukończył Wyższą Szkołę Dziennikarską w Warszawie. W międzyczasie odbył służbę wojskową w 4 pułku strzelców polskich, zdobywając w 1920 roku stopień podchorążego. Z wojska został zwolniony po wojnie polsko-bolszewickiej z nominacją na podporucznika. W 1921 roku brał udział w powstaniu śląskim. W 1929 roku, po odbyciu ćwiczeń rezerwowych w wojsku, został porucznikiem. W roku 1928 wstąpił do Polskiej Partii Socjalistycznej.
W okresie międzywojennym pracował głównie jako dziennikarz i literat – pisywał artykuły do gazet oraz powieści.
W grudniu 1935 za próbę wysłania za granicę artykułu o Berezie Kartuskiej skazany był na 1,5 roku więzienia (z zaliczeniem aresztu tymczasowego od lipca tegoż roku) z art. 109 KK o rozpowszechnianiu zagranicą wiadomości nieprawdziwych w celu szkodzenia interesom Państwa Polskiego. Po wniesieniu odwołania został uniewinniony w kwietniu 1936.
W czasie okupacji niemieckiej 1939-1945 zajmował się kupiectwem i czynnie włączył się w konspirację. Brał udział w akcjach zbrojnych, od roku 1942 walczył jako żołnierz Armii Krajowej. Po wojnie otrzymał stopień kapitana. Odznaczony m.in. Odznaką Grunwaldzką i Srebrnym Krzyżem Zasługi.
Po wojnie został pracownikiem PPS na Pomorzu Zachodnim, od sierpnia 1946 roku był II sekretarzem Wojewódzkiego Komitetu PPS w Szczecinie. Stanowisko sekretarza utracił na przełomie marca i kwietnia 1948 po generalnych zmianach kierowniczych w PPS. Z partii został wykluczony po aresztowaniu w październiku 1948 roku, którego powodem były jego artykuły w emigracyjnym dzienniku „Narodowiec”, ukazującym się we Francji. Czekalski przesyłał tam swoją korespondencję opisującą realia powojennej rzeczywistości w Polsce. W roku 1953 wyszedł na wolność. Ponownie więziony od grudnia 1955 do maja 1956 za napisanie i wysłanie za granicę pamiętników z pobytu w więzieniu. Po tym okresie nadal wysyłał korespondencje do „Narodowca”, w której opisywał m.in. ciężkie warunki życia, prześladowania, zbrodnie bezpieki w Polsce. W roku 1958 został skazany na 3 lata więzienia. Zmarł w szpitalu więziennym w Grudziądzu w 1959 roku. Przyczyną zgonu było nieludzkie traktowanie podczas pobytu w więzieniach.

## Twórczość
Tematyka publikacji prasowych Adama Czekalskiego była szeroka: krytyka teatralna i literacka, komentowanie stosunków międzynarodowych, reportaże krajoznawczo-historyczne. Pisywał go gazet związanych z chadecją, pism o orientacji socjalistycznej, a także do czasopism związanych z Kościołem.
Napisał także około 20 powieści o tematyce historycznej, m.in. Gdy królowa kocha – o Barbarze Radziwiłłównej, Panowie Białoruscy – osadzona w okresie przed panowaniem ostatniego króla Polski, Dżungla oraz Łuny nad Hiszpanią (opublikowaną w Małym Dzienniku w częściach jako Czerwone wilki) – opisującą Hiszpanię w okresie dojścia do władzy Frontu Ludowego i wojny domowej. Większość jego książek to powieści sensacyjno-przygodowe, toczące się w rozmaitych miejscach, m.in. Syn południa (Maroko), Znajoma z ekspresu (Chiny), Pod rozpalonym niebem Argentyny, Rekordy (USA), Skarb Wielkiego Mogoła (Indie).